# Fetzer-Bonterra vineyards
Los Viñedos Fetzer-Bonterra en inglés: Fetzer-Bonterra Vineyards, es una bodega productora de afamados vinos de California y un cuidado jardín botánico con aproximadamente 5 acres (10,000 m²) de extensión, de administración privada en las proximidades de Hopland, California.
"Fetzer-Bonterra vineyards", es uno de los mayores productores tanto de vinos blancos como tintos en Norteamérica, incluyendo los varietales Zinfandel, Chardonnay y Merlot.
Las bodegas Fetzer-Bonterra han obtenido varios premios por sus destacadas prácticas sostenibles en el cultivo de las vides.

## Localización
Se ubica en las proximidades de Hopland, en el "Mendocino County", en el margen oeste del Río Ruso y a 13 millas (21 km) sur-sureste de Ukiah, a una altitud de 502 pies (153 m), en el valle vitivinícola de Mendocino-Sonoma.
Fetzer-Bonterra Vineyards 12901 Old River Rd P.O. Box 611 Hopland, Mendocino county CA 95449 California, United States of America-Estados Unidos de América.
Planos y vistas satelitales.38°58′23″N 123°6′59″O / 38.97306, -123.11639
Las temperaturas en Hopland a lo largo del año varían entre 20 y 67.9 °F (12.1 a 20 °C), y el promedio anual de lluvia es de 11.13 pulgadas (283 mm).

## Historia
"Fetzer Vineyards" fueron fundadas en 1968 en el condado de Mendocino por Barney 
y Kathleen Fetzer. Quienes impulsaron la bodega a uno de los puestos más exitosos entre las bodegas de la nación. Una de las primeras bodegas de California en diversificar su actividad de  producción a la cepa varietal Chardonnay. 
"Fetzer Vineyards" es un verdadero pionero y líder en la implementación de prácticas sostenibles, y comenzó este enfoque en la década de 1980, mucho antes de que el término "sostenible" se hiciera popular. 
Durante más de dos décadas, la compañía ha desarrollado prácticas que son respetuosas del medio ambiente, socialmente responsable y económicamente viable - como una manera fundamental de hacer negocios y parte de la cultura entre los empleados de Fetzer. 
"Bonterra Vineyards" surgió en 1990, producido en la bodega Fetzer, y lanzado por primera vez en 1992 como uno de los pioneros en el cultivo de vides orgánicas. Bonterra se ha convertido en la marca número uno de venta de vinos en los Estados Unidos. que está hecho con uvas orgánicas. Fetzer-Bonterra han desarrollado continuamente innovaciones destinadas a beneficiar al planeta y la gente, aunado con la creación de vinos de gran calidad.
Miembros de la familia en 1992 vendieron la bodega local a "Brown Forman Corp.", el conglomerado de licores con sede en Kentucky.
El edificio de la administración, construido entre 1995 a 1996, fue realizado a partir de materiales reciclados e incorpora técnicas de construcción ecológica, antes de que existiera LEED.
Pero el interés de Brown Forman en Fetzer se redujo en los últimos años, acompañada de una serie de despidos, la venta de la marca "Valley Oaks food and wine center" en Hopland, y un cambio en la política de producción con la compra de uva más barata de la región de la Costa Central. 
El 1 de marzo de 2011 se hizo el acuerdo de venta de bodega más grande nunca realizado en el condado de Mendocino, la "Fetzer Vineyards" de Hopland es vendida a la empresa chilena "Viña Concha y Toro S.A" por $238 millones.

## Colecciones
El jardín botánico que rodea la sede de las bodegas en Hopland tiene una extensión de 5 acres con jardines formales y plantaciones de especies botánicas de clima Mediterráneo.

## Actividades medioambientales
La "Fetzer vineyards" ha ganado diversos premios por las prácticas sostenibles que lleva a cabo en sus cultivos y la producción de sus vinos:
- Gestión del suelo, con cultivos de cobertura del suelo mediante 4 operaciones tal como la siembra de mezclas diferentes de plantas en sus cultivos de cobertura que son plantadas entre las cepas de los viñedos; y ajustado para la fertilidad, control de la erosión, y la atracción de insectos beneficiosos. Además a los terrenos se añade el compost que se hace a partir del  orujo de la bodega (pieles de uva compostados, semillas, pieles); y se aplica en muchos de los bloques de viñedo (según sea necesario) cada año. Se realiza también control de la erosión, mediante una labranza reducida (y siembra directa en algunos años, en ciertos bloques), cultivos de cobertura, sistemas de drenaje, cubierta vegetal y otras prácticas se utilizan para evitar la erosión y proteger el suelo
- Gestión de las enfermedades, mediante el control regular de los insectos, las enfermedades y los insectos benéficos; resultados registrados / rastreados por PCA (Métodos de prevención y control de insectos)
- Gestión del ecosistema, Fetzer protege y mantiene los bosques de robles naturales y el hábitat ribereño en alrededor del 45% de la propiedad de la compañía en el condado de Mendocino, Fetzer conserva miles de árboles, así como la vegetación y tierras que son ricas en biodiversidad, incluyendo abundante vida silvestre.
- Gestión de la energía, mediante el incremento de las energías renovables, la electricidad para las operaciones principales de las bodegas Fetzer en Hopland es a partir de fuentes de energía renovables, a través de un contrato con tres fases de Renovables. Este contrato de energía renovable se inició en 1999; Fetzer fue la primera compañía en la industria del vino en  adoptar un contrato de energía verde. (Las fuentes de energía renovables desde el contrato de tres fases incluyen energía solar, eólica, geotérmica, y la energía hidroeléctrica a pequeña escala.)
- Conservación de la calidad del agua utilizada en todos los procesos de la bodega.
- Reducción de los residuos sólidos y su gestión, Fetzer ha reducido los residuos al vertedero en un 96% desde 1990 (de 1,724 toneladas en 1990 a 60 toneladas en 2009), mientras que al mismo tiempo, más del doble de la producción de vino de Fetzer ha ganado el “Waste Reduction Award” (WRAP) premio de la Junta de Gestión Integral de Residuos de California 15 veces, con el premio más reciente recibido en el año 2011, por los logros de gestión de residuos en 2010.[2]
- Patrocinio de oportunidades educativas de sus empleados, proporciona reembolso de matrícula con los cursos de inglés como segundo idioma (ESL) y el español como segundo idioma; Dentro de la casa cursos de formación: Gestión / Legal, Técnica.
- Contribuciones caritativas y soporte de actividades de los vecinos y la comunidad de Hopland.